# 李環春
李環春（1932年—2004年），臺灣京劇暨電影演員，行當為武生。

## 生平
李環春為滿族人，正黃旗，1932年生於河北省雄縣。他出身梨園世家，父李永利是著名武淨（武花臉），五兄弟均子承父業。李環春行五，其長兄李萬春、二哥李桐春均為知名武生，其子李志希、李志奇則為電影及電視劇演員。
1949年，李環春隨二哥李桐春加入中國國劇團，來臺演出之後即滯留臺灣。其後，兄弟倆加入軍中劇團，演出大量勞軍戲。李環春曾為顧正秋劇團、大宛劇團、海光劇團、陸光劇團成員，並任教於海光與國光劇校。他最擅演猴戲。
2004年，李環春因腦中風辭世。

## 演出作品

### 京劇
- 打虎
- 夜奔
- 三岔口
- 兩將軍
- 翠屏山
- 伐子都
- 挑滑車

### 電影
- 棍王 (1979)
- 天狼星 (1979)
- 劍氣蕭蕭孔雀翎 (1980)
- 玉釵盟 (1980)

## 外部連結
- 李環春在香港影庫上的簡介
- 梨園百年瑣記　人物：李環春 （页面存档备份，存于）